# Rangordnung (Grundbuch Österreich)
Die Rangordnung einer Eintragung in das österreichische Grundbuch richtet sich grundsätzlich danach, wann die Eingabe beim Grundbuchsgericht eingelangt ist: Die frühere Eingabe geht der späteren im Rang vor.
Wenn der Grundeigentümer seine Liegenschaft (oder Teile davon) veräußern oder belasten will, kann er verlangen, dass diese beabsichtigte Veräußerung oder Belastung im Grundbuch angemerkt wird.
Diese Anmerkung geschieht in Form eines sogenannten „Rangordnungsbeschlusses“. Davon gibt es nur ein einziges Exemplar, das dem Gesuchsteller zugestellt wird. Die Anmerkung gilt ein Jahr lang.
Ab der Anmerkung der Rangordnung ist das Grundbuch (freilich nur für die jeweilige Grundbuchseinlage) insofern „blockiert“, als dem Grundbuchsgericht dieses einzige Exemplar des Rangordnungsbeschlusses vorgelegt werden muss, wenn dann tatsächlich etwas aus der betreffenden Grundbuchseinlage veräußert oder sie belastet werden soll.
Berufsmäßige Urkundenverfasser (Notare, Rechtsanwälte) lassen in der Regel routinemäßig Rangordnungen anmerken und sich den entsprechenden Beschluss zustellen. So wird jedenfalls verhindert, dass der Liegenschaftseigentümer in der Zwischenzeit über seine Liegenschaft anderweitig verfügt. Das könnte er eben nur dann, wenn er bei dieser anderweitigen Verfügung den Rangordnungsbeschluss vorlegt. Da er ihn aber nicht hat, ist ihm solch eine Verfügung nicht möglich.